# Seray Şahiner
Seray Şahiner, née en 1984 à Bursa, est une écrivaine turque.
Elle écrit, dans un style humoristique, des œuvres mettant en avant les femmes et les questions de classes. Plusieurs de ses œuvres ont été adaptées au théâtre et mises en scène ; certaines d'entre elles ont été traduites en français, italien, arabe, malayalam. Şahiner a reçu le prix de la Nouvelle Yunus Nadi pour son recueil de nouvelles À l'attention des dames et le prix du roman Orhan Kemal pour son roman Kul.

## Biographie
Née à Bursa en 1984, elle a grandi dans le quartier d'Aksaray à Istanbul. Elle a terminé ses études primaires à l'école d'Oruçgazi et ses études secondaires au lycée Pertevniyal. Elle obtient en 2007 son diplôme du Département de journalisme à la faculté de communication de l'Université d'Istanbul[réf. nécessaire].
Elle a commencé à écrire très jeune sur les conseils de sa famille. Elle a sorti des magazines et des fanzines pour publier ses histoires pendant ses années d'enseignement secondaire. Elle a travaillé comme journaliste dans le magazine Hayvan à partir de sa première année à l'université. Alors qu'elle était étudiante en troisième année, le manuscrit de son recueil de nouvelles intitulé Gelin Başı (La coiffure de la mariée) a été trouvé « remarquable » à l'occasion des prix de la jeunesse Yaşar Nabi Nayır de 2006, organisés par le magazine Varlık, et ainsi son premier livre Gelin Başı a été publié par les éditions Can en 2007[réf. nécessaire].
En raison de son intérêt particulier pour la sociologie de Yeşilçam, le « Hollywood » turc, elle a effectué un master en cinéma. En 2011, elle a obtenu son master de l'Université de Marmara, Département Radio, Télévision et Cinéma, avec son mémoire intitulé Le thème de la richesse dans les scénarios d'Orhan Kemal dans le cinéma turc des années 60. Elle a travaillé comme chroniqueuse en art et culture pour le journal Birgün. Son expérience de journaliste lui a permis de maîtriser le style que les gens utilisent dans la vie quotidienne. Elle a longtemps suivi des cours de guitare et de peinture, fait du scoutisme et de l'alpinisme. Elle a travaillé un temps comme serveuse et comme couturière dans l'atelier de prêt-à-porter de sa mère. Elle a également été assistante de scénario pour Sırrı Süreyya Önder. Elle a fait partie des auteurs du magazine littéraire et humoristique OT en 2013-2017.
Trois histoires tirées de son livre La coiffure de la mariée ont été mises en scène dans la pièce L'amour aux sept collines, créée aux Théâtres de la Ville d'Istanbul en 2008. Au cours de la saison 2010-2011, la pièce İadesiz Taahhütsüz (Sans retour et sans engagement), adaptée des nouvelles de La coiffure de la mariée, a été mise en scène par le Théâtre Boyalı Kuş. Le livre a été traduit en français en 2015.
Son deuxième recueil de nouvelles, À l'attention des dames, a été publié par les éditions Can en 2011. Il a reçu le prix de la nouvelle Yunus Nadi[réf. nécessaire].
Son premier roman, Antabus, paru en 2014, a été traduit en français, en italien et en arabe. L'œuvre a été adaptée au théâtre sous le même titre sous la forme d'un monologue basé sur le personnage féminin du roman et a été mise en scène par la compagnie Semaver. Avec cette pièce, Şahiner a obtenu en 2016 le prix spécial Cevat Fehmi Başkut aux prix Afife du théâtre.
Son roman Kul, publié en 2017, a reçu le prix du roman Orhan Kemal en 2018. L'œuvre a été traduite en malayalam et mise en scène sous forme de monologue par Toy Istanbul.
Un recueil réunissant des textes non romanesques qu'elle avait écrits dans le journal Birgün et dans le magazine OT a été publié sous le titre Reklamı Atla (Ignorer l'annonce) (2017). Le recueil de nouvelles Hepyek, qui rassemble 12 histoires portant chacune sur un outil de communication, a été publié par les éditions Everest en 2019.
Le roman Ülker Abla, dans lequel Ülker Abla, l'un des personnages du roman Antabus, victime de l'oppression masculine, est le personnage principal, a été publié en 2021.

## Œuvres
- Gelin Başı (2007, éditions Can) (La coiffure de la mariée, Belleville éditions, 2015, trad. Canan Marasligil)
- Hanımların Dikkatine (2011, éditions Can)
- Antabus (2014, éditions Can)
- Reklamı Atla (2016, éditions Can)
- Kul (2017, éditions Can)
- Hepyek (2019, éditions Everest)
- Ülker Abla (2021, éditions Everest)

## Récompenses
- Prix de la Nouvelle Yunus Nadi 2012
- Prix du roman Orhan Kemal 2018